# Reinhard Haferkorn
Reinhard Haferkorn (* 26. Dezember 1899 in Waldheim; † 24. Mai 1983 in Speyer) war ein deutscher Anglist und Hochschullehrer.
Haferkorn studierte nach dem Abitur ab 1919 Anglistik, Romanistik und Germanistik in Leipzig. Seit dem Studium gehörte er der Wissenschaftlichen Verbindung Plessavia Leipzig (seit 1924 Burschenschaft Plessavia Leipzig im ADB) an, der er zeitweise als Sprecher vorstand. 1933 ging die Burschenschaft Plessavia in der Burschenschaft Ghibellinia Leipzig auf, der er fortan als Alter Herr angehörte.
Er promovierte 1924 bei Max Förster über die englische Ruinendichtung des 18. Jahrhunderts. Anschließend war er als Lehrer in Leipzig und Döbeln beschäftigt und ging danach bis 1926 als Lektor nach Aberystwyth (Wales). Zurück an der Universität Leipzig wurde er der Assistent Levin Ludwig Schückings. 1928 wurde er als Lektor an die TH Danzig eingestellt, wo er sich beim Germanisten Kindermann 1930 habilitierte. 1932 wurde er dort zum apl. Professor, 1937 zum ordentlichen Professor berufen. Er war auch in Einrichtungen des Völkerbundes in der Freien Stadt Danzig tätig. Im Januar 1941 berief ihn die Universität Greifswald als Nachfolger Sten Bodvar Liljegrens. Zugleich war er Leiter des Englandreferates der Rundfunkpolitischen Abteilung des Auswärtigen Amtes. Er war bis 1945 an Propagandasendungen (Lord Haw-Haw) des Berliner Rundfunks beteiligt.
Nach Kriegsende betätigte er sich als Dolmetscher und Übersetzer in Oldenburg. Nach Tätigkeiten als Handelslehrer wurde Haferkorn 1953 als Legationsrat zur Diplomatenausbildung in Fremdsprachen im Bonner Auswärtigen Amt eingestellt. Von 1955 an bis 1968 lehrte er an der Wirtschaftshochschule Mannheim Wirtschaftsenglisch als ordentlicher Professor. Ab 1961 war er zudem Honorarprofessor an der Universität Heidelberg.
Zum 1. Mai 1933 trat Haferkorn der NSDAP (Mitgliedsnummer 2.844.360) und 1934 der SA bei. Er unterzeichnete 1933 das Bekenntnis der deutschen Professoren zu Adolf Hitler.

## Schriften
- Gotik und Ruine in der englischen Dichtung des achtzehnten Jahrhunderts, Leipzig 1924
- When Rome is removed into England, Leipzig 1932